# Diocesi di Bjørgvin
La diocesi di Bjørgvin è una diocesi appartenente alla Chiesa di Norvegia. 

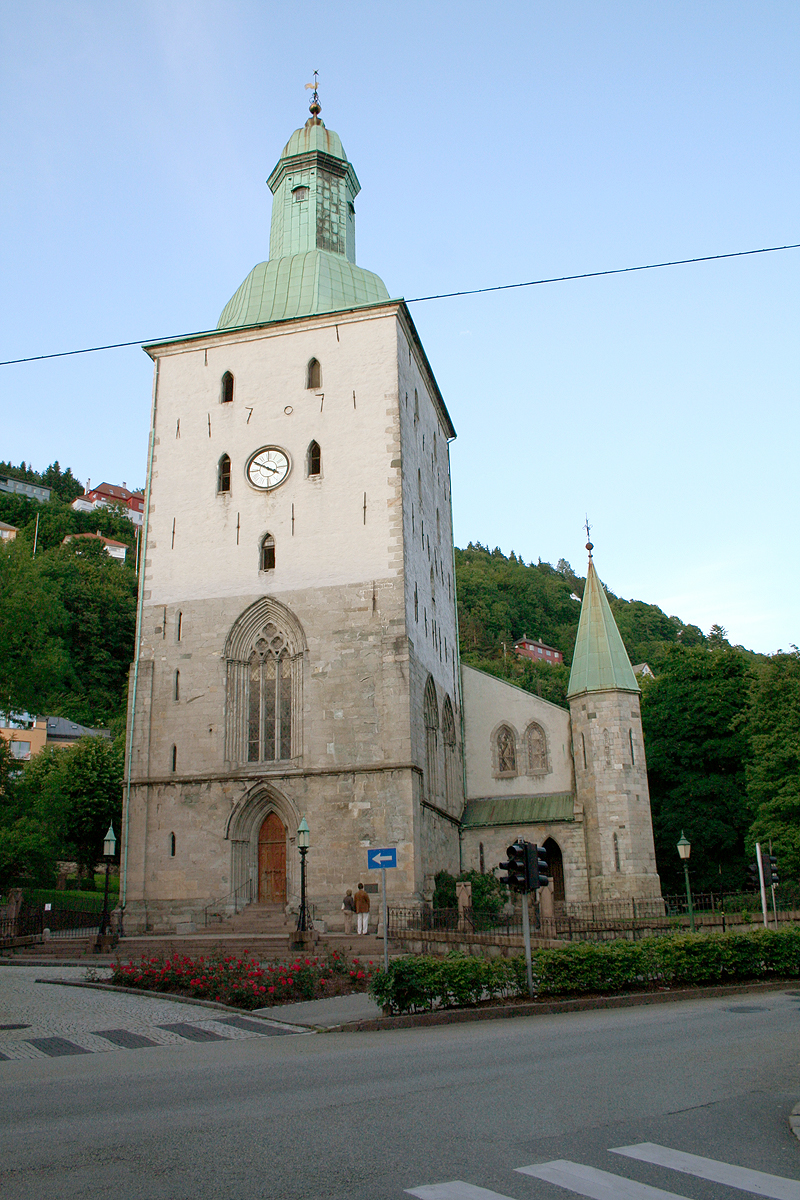
Cattedrale di Bergen

Mappa delle diocesi della Chiesa di Norvegia

La diocesi comprende il territorio della contea di Vestland nella Norvegia Occidentale; la cattedrale si trova nella città di Bergen. La diocesi è retta dal 2008 dal vescovo Halvor Nordhaug. È l'erede legale dell'antica diocesi di Bergen.
Bergen fu la prima diocesi in Norvegia ad avere un vescovo luterano, infatti il suo primo vescovo protestante fu nominato nel 1536, un anno prima che la Norvegia ufficialmente aderì al luteranesimo.

## Cronotassi dei vescovi
- Olaf Torkelson, prima del 1535, ultimo vescovo cattolico
- Gjeble Pedersssøn, 1536-1557, primo vescovo luterano
- Jens Pedersen Schjelderup, 1557-1582
- Anders Foss, 1583-1607
- Anders Mikkelsen Kolding, 1607-1615
- Nils Paaske, 1616-1636
- Ludvig Hansen Munthe, 1636-1649
- Jens Pedersen Schjelderup, 1649-1665
- Nils Envildsen Randulf, 1665-1711
- Nils Pedersen Smed, 1711-1716
- Clemens Schmidt, 1716-1723
- Marcus Müller, 1723-1731
- Oluf Cosmussen Bornemann, 1731-1747
- Erik Ludvigsen Pontoppidan, 1747-1757
- Ole Tiedemann, 1757-1762
- Frederik Arentz, 1762-1774
- Eiler Hagerup, 1774-1778
- Søren Friedlieb, 1778-1779
- Ole Irgens, 1779-1803
- Johan Nordahl Brun, 1803-1816
- Claus Pavels, 1817-1822
- Jacob Neumann, 1822-1848
- Peder Christian Hersleb Kjerschow, 1848-1857
- Jens Matthias Pram Kaurin, 1858-1863
- Peter Hersleb Graah Birkeland, 1864-1880
- Fredrik Waldemar Hvoslef, 1881-1898
- Johan Willoch Erichsen, 1899-1916
- Peter Hognestad, 1916-1931
- Andreas Fleischer, 1931-1948
- Ragnvald Indrebø, 1948-1961
- Per Juvkam, 1961-1976
- Tor With, 1977-1987
- Per Lønning, 1987-1994
- Ole Danbolt Hagesæther, 1994-2008
- Halvor Nordhaug, 2009-